# Aves limícolas
Las aves limícolas (del latín limus, significando ‘que vive en el limo o lodo’) son parte de las Charadriiformes. Son un grupo de aves acuáticas relativamente diverso que comprende las siguientes familias:
- Suborden Limicoli.
  - Familia Scolopacidae: andarríos, agachadizas, correlimos, falaropos y afines.
  - Familia Rostratulidae: aguateros.
  - Familia Jacanidae: jacanas.
  - Familia Thinocoridae: agachonas.
  - Familia Pedionomidae: llanero.

- Suborden Charadrii.
  - Familia Pluvianidae: pluvial.
  - Familia Pluvialidae: chorlitos dorados.
  - Familia Ibidorhynchidae: picoibis.
  - Familia Recurvirostridae: avocetas y cigüeñuelas.
  - Familia Haematopodidae: ostreros.
  - Familia Charadriidae: chorlitos y avefrías.

- Suborden Chionidi.
  - Familia Burhinidae: alcaravanes.
  - Familia Chionididae: palomas antárticas.
  - Familia Pluvianellidae: chorlito de Magallanes.

A pesar de poder adaptarse a distintos bioclimas, las aves limícolas están esencialmente asociadas a zonas húmedas y  costeras, como los estuarios y lagunas. Muchas de estas especies son conocidas por sus largas migraciones, en algunos casos desde el Ártico hasta el sur de los continentes australes.
- Datos: Q26226431
- Multimedia: Wading birds / Q26226431